# Ranunculus trigonus
Ranunculus trigonus är en ranunkelväxtart som beskrevs av Hand.-mazz.. Ranunculus trigonus ingår i släktet ranunkler, och familjen ranunkelväxter. Utöver nominatformen finns också underarten R. t. strigosus.